# ۲ (قمری)
سال ۲ قمری، دومین سال در گاهشماری هجری قمری است.
این سال را در تاریخ اسلام، سنةالامر بالقتال خوانده‌اند و برابر با پانزدهمین سال از بعثت پیامبر اسلام است.

## پادشاهان و حاکمان
در این سال نامبردگان زیر عمده قدرت در خاور میانه و شرق آفریقا را در اختیار داشتند:
- خسرو پرویز شاهنشاه ساسانی ایران (از ۳۲ پیش از هجرت - ۶ هـ.ق.)
  - آزادبه (زادیه) حاکم لخمیان در حیره (از طرف ساسانیان)  (از ۵ پیش از هجرت - ۵  هـ.ق.)
  - باذان پسر ساسان فرماندار یمن (از طرف ساسانیان) (از ؟ - ۱۰  هـ.ق.)
- هراکلیوس (هرقل) امپراتور بیزانس (روم شرقی) (از ۱۲ پیش از هجرت - ۲۰ هـ.ق.)
  - مقوقس حاکم اسکندریه (از طرف امپراتوری بیزانس) (از ؟ - ۲۰  هـ.ق.)
  - ابوکرب نعمان بن حارث، حاکم غسانیان (که تحت‌الحمایه بیزانس بود) (از ۴ پیش از هجرت - ۱۱ هـ.ق.)
- آرماه (نجاشی) پادشاه حبشه (از ۸ پیش از هجرت - ۹ هـ.ق.)
- تون جبغو خان خان بزرگ خاقانات ترک غربی (از ۴ پیش از هجرت - ۸  هـ.ق.)

## رویدادها
- ۱۲ صفر – صفر - غزوه ودان (ابوا): پیامبر اسلام به قصد گرفتن کاروانی از قریش و جنگ با قبیله بنی‌ضمره مدینه را به قصد ابوا ترک می‌کند. وقتی به ودان می‌رسد بنی‌ضمره برای صلح پیش می‌آیند و قرارداد صلح میان هر دو طرف امضا می‌شود. این نخستین غزوه پیامبر بود که در انتقام تاراج اموال مهاجرین به مدینه و تحریم و تهدید مسلمانان انجام شد.
- صفر – ازدواج علی بن ابی‌طالب با فاطمه زهرا (به روایت تاریخ طبری - به روایت دیگر در ذی‌الحجه همین سال)
- ربیع‌الثانی – غزوه بواط: پیامبر به قصد گرفتن کاروانی از قریش که ۱۵۰۰ شتر داشتند و از شام می‌آمدند به جایی به نام بواط رفت اما به آن کاروان دست نیافت و به مدینه بازگشت.
- جمادی‌الاول – غزوه عشیره: پیامبر اسلام به همراه ۲۰۰ نفر برای تصرف کاروان مکه بیرون رفت اما دیر رسیدند. در عوض با قبایل بنی‌مدلج و هم‌پیمانان آن پیمان بست و به مدینه بازگشت.
- جمادی‌الثانی – غزوه سفوان (بدر اولی): کرز بن جابر فهری گله‌های اطراف مدینه را غارت کرد و به مکه برد. پیامبر برای بازپس‌گیری تا محلی به نام سفوان که از نواحی بدر بود رفت ولی آنها را نیافت و به مدینه بازگشت.
- رجب – سریه نخله: در انتقام راهزنی کرز بن جابر فهری، پیامبر ۸ تا ۱۲ نفر از مهاجرین را به فرماندهی عبدالله جحش به منطقه نخله در جاده طائف به مکه فرستاد. در نهایت آنها به کاروانی رسیدند که چهار محافظ داشت. یک نفر از آنها فرار کرد، دو نفر اسیر شدند و یک نفر کشته شد. از آنجا که ماه رجب از ماه‌های حرام است، این مسئله باعث بروز جنجال گردید.
- ۱۵ شعبان – تغییر قبله از بیت‌المقدس به مکه (به روایتی)
- ۱۷ رمضان – غزوه بدر (بدر کبری) پیامبر اسلام که حرکت بازگشت همان کاروان مکیان با ۴۰ نفر و ۵۰ هزار دینار طلا به مکه آگاه شد کاروانی حدود ۳۱۷ نفر را به منطقه بدر فرستاد. اما مکیان با سپاهی بزرگ و مجهز سراغشان رفتند ولی به سختی از مسلمانان شکست خوردند و پراکنده شدند.
- رمضان – غزوه قرقرةالکدر (غزوه بنی‌سلیم) هفت روز بعد از جنگ بدر روی داد و در آن پیامبر که از توطئه قبایل بنی‌سلیم و بنی‌غطفان علیه خود باخبر شده بود به سمت آنها تاخت اما آنها سپاه و اموال خود را جا گذاشته و فرار کرده بودند.
- ۲۷ رمضان - (۲۵ مارس) هراکلیوس امپراتور بیزانس به همراه هسرش مارتینا و دو تن از فرزندانش، از پایتخت خود کنستانتیپل (قسطنطنیه) خارج شد و تا چهار سال بعد به آن بازنگشت.
- شوال – سریه سالم بن عمیر به منظور قتل ابو عفک یهودی که شاعری بود ضد پیامبر اسلام و همگان را بر ضد وی می‌خواند.
- ۱۵ شوال – غزوه بنی‌قینقاع: درگیری میان یک یهودی و زن مسلمان موجب نزاع میان مسلمانان و یهودیان شد. یهودیان به قلعه‌های خود پناه بردند و ۱۵ روز در محاصره مسلمانان بودند. در نهایت پس از تسلیم چون پیمان را زیر پا گذاشته بودند، توسط پیامبر به شام تبعید شدند و اموالشان میان مسلمانان تقسیم شد.
- ۱۸ شوال - (۱۵ آوریل ۶۲۴) هراکلیوس عید پاک را در نیکومدیا (ازمیت امروزی) جشن گرفت و سپس به سوی قیصریه حرکت کرد. پیش از حرکت نیروهایش را به انتقام از دشمنی که مسیحیان را مورد آزار قرار داده فراخواند. وی به همراه نیروهایش در ماه آوریل این سال به سوی تئودوسیوپولیس (پانیون) رفت و بعد به سمت ارمنستان رفته پایتخت وقت آن دوین را غارت کرد.
- ۲۸ ذی‌الحجه – (۲۳ ژوئن ۶۲۴) خسروپرویز که در گنزک (تخت سلیمان) در شمال غربی ایران امروزی به سر می‌برد از سربازانی که از چنگ هراکلیوس فرار کرده بودند متوجه شد امپراتور بیزانس قصد حمله غافلگیرانه به او دارد. از این رو شخصی را برای آگاه ساختن سپهبد شهربراز فرستاد تا او را از ادامه عملیات در آسیای صغیر منصرف و به همراهی او فرا خواند.
- ذی‌الحجه – غزوه سویق: ابوسفیان که از شکست غزوه بدر خشمگین بود با صد نفر به سمت مدینه رفت اما در نهایت فقط یک نفر از انصار و چند تن از غلامانش را در باغی کشت و آن را به آتش کشید و گریخت. پیامبر اسلام که متوجه شد با لشکری به سمت آنها تاخت ولی آنها فرار کردند و برای افزایش سرعت هر چه داشتند از جمله سویق (آردهایی) که با خود داشتند را رها کردند و از این رو نام این غزوه، سویق شد.
- ذی‌الحجه – نبرد گنزک: این نبرد در ژوئن ۶۲۴ بین ارتش ساسانی به فرماندهی خسرو پرویز و ارتش بیزانس به فرماندهی هراکلیوس در گنزک روی داد. ارتش ساسانی به استعداد ۴۰ هزار نفر نابود و پراکنده شدند و خسرو به سمت دستگرد فرار کرد و بدین ترتیب هراکلیوس با آزادی بیشتر به سمت جنوب حرکت کرد. بیزانسی‌ها در انتقام غارت اورشلیم توسط ایرانی‌ها ۱۰ سال پیش از آن، این محل را که یکی از مقدس‌ترین اماکن دینی ایرانیان بود غارت کرده و معابد و کاخ‌هایش را به آتش کشیدند. (en)

## زادگان
- یزدگرد سوم، آخرین شاهنشاه ساسانی (درگذشت ۳۱ ق.)
- ذیحجه – حسن بن علی، امام دوم شیعیان و پنجمین خلیفه از خلفای راشدین (درگذشت ۵۰ ق.)
- سعید بن عاص، حاکم کوفه و مدینه (درگذشت ۵۹ ق.)
- مسور بن مخرمه، از صحابی صغار پیامبر و راویان حدیث (درگذشت ۶۴ ق.)
- مروان بن حکم، چهارمین خلیفهٔ اموی (درگذشت ۶۵ ق.)

## درگذشتگان
- ساموئل تیسفونی، متروپولیتن اعظم شرق (کاتولیکوس) (en)
- معطم بن عدی
- سعید بن عاص بن امیه، از مخالفان پیامبر (زاده ۸۸ پیش از هجرت)
- ۱۷ رمضان – کشتگان جنگ بدر
  - سپاهیان مکه
    - عمرو ابن هشام (ابوجهل) که به دست عبدالله بن مسعود هذلی کشته شد. (زاده ۵۲ پیش از هجرت)
    - عتبه بن ربیعه (پدرزن ابوسفیان) که به دست حمزه بن عبدالمطلب کشته شد. (زاده ۵۷ پیش از هجرت)
    - شیبه بن ربیعه که به دست حمزه بن عبدالمطلب کشته شد. (زاده ۷۱ پیش از هجرت)
    - امیة بن خلف به دست بلال حبشی، بردهٔ سابقش کشته شد.
    - نضر بن حارث که اسیر گشته به دست علی ابن ابی‌طالب گردن زده شد.
    - حنظله بن ابوسفيان که به دست علی ابن ابی‌طالب کشته شد.
    - ابو البختری بن هاشم علی‌رغم نهی نبی توسط مجذر بن زیاد بلوی کشته شد.
    - طعیمه بن عدی که اسیر شد و سپس کشته شد.
    - نبیه بن حجاج که به دست علی ابن ابی‌طالب کشته شد.
    - منبه بن حجاج که به دست علی ابن ابی‌طالب کشته شد.
    - عاص بن منبه که به دست علی ابن ابی‌طالب کشته شد. وی صاحب شمشیر ذوالفقار بود. (زاده ۳۰ قمری)

- -     - زمعه بن اسود

  - سپاهیان مدینه
    - مهاجرین
      1. عبیده بن حارث بر اثر مبارزه با شیبه بن ربیعه کشته شد. (زاده ۶۱ پیش از هجرت)
      2. عمیر بن ابی‌وقاص (برادر سعد) که به دست عمرو بن عبدود کشته شد. (زاده ۱۴ پیش از هجرت)
      3. صفوان بن بیضا که به دست طمیعه بن عدی کشته شد. (بر اساس روایت دیگر در طاعون عمواس در ۱۸ ق. درگذشت)
      4. عاقل بن بکیر که به دست مالک بن زهیر جشمی کشته شد (زاده ۳۲ پیش از هجرت)
      5. ذو الشمالین بن عبد عمرو که به دست اسامه جشمی کشته شد. (زاده ۲۸ پیش از هجرت)
      6. مهجع بن صالح که به تیر عامر بن حضرمی کشته شد. او نخستین شهید این جنگ بود.

    - انصار
      1. سعد بن خیثمه
      2. مبشر بن عبدالمنذر
      3. يزيد بن حارث که به دست نوفل بن معاویه کشته شد.
      4. عمیر بن حُمام که به دست خالد بن اعلم کشته شد.
      5. رافع بن معلی که به دست عکرمه بن ابی‌جهل کشته شد.
      6. حارثه بن سراقه که در حال آب نوشیدن به تیر حبان بن عرقه کشته شد.
      7. معوذ بن حارث که به دست ابوجهل کشته شد.
      8. عوف بن حارث که به دست ابوجهل کشته شد.
- ۱۷ رمضان - رقیه بنت محمد دختر پیامبر اسلام، بر اثر بیماری (زاده ۲۰ پیش از هجرت)
- ۲۴ رمضان – ابولهب عموی پیامبر اسلام که بر اثر عفونت شدید درگذشت.
- طالب بن ابی‌طالب (به روایتی) (زاده ۵۳ پیش از هجرت)